# کستلمتزانو

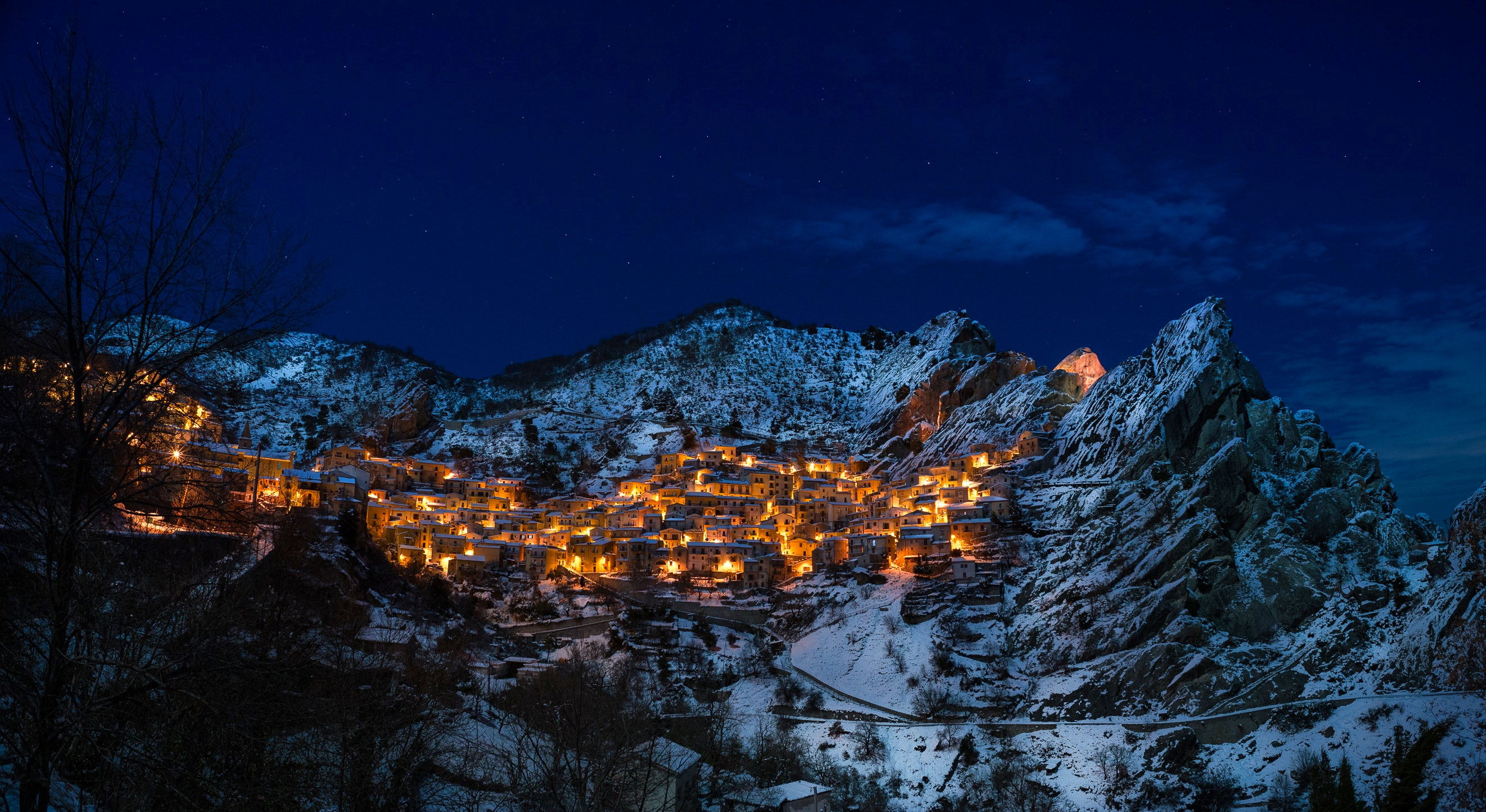
نگاره‌ای از کستلمتزانو در یک شب زمستانی.

کستلمتزانو (به ایتالیایی: Castelmezzano) یک کومونه در ایتالیا است که در استان پوتنزا واقع شده‌است. کستلمتزانو ۳۳ کیلومتر مربع مساحت و ۹۷۰ نفر جمعیت دارد.